# セーシェルの港湾
セーシェルの港湾（セーシェルのこうわん、英語: Ports and harbours in Seychelles）は、セーシェルにおける港湾について記す。

## 一覧
- ヴィクトリア港（ヴィクトリア）
- プロビデンス港